# 타카하시 마리나
타카하시 마리나(高橋麻里奈, 1989년 2월 20일 ~)는 일본의 가수다. 2002년 ASAYAN을 통해 수영과 Route0이라는 듀엣을 결성하여 데뷔했다.

## 음반
- 두근두근 Its Love (2002)
- START (2002)
- Painting (2003)